# Optikai aktivitás
Egyes anyagokon áthaladva a beeső fényhullám polarizációs síkja elfordul. Az ilyen anyagokat optikailag aktívnak nevezik, a jelenséget „optikai aktivitásnak” hívják.
Dominique Arago (1786 – 1853) francia fizikus és csillagász fedezte fel, hogy keresztezett polarizátorok közé kvarclemezt helyezve a látótér kivilágosodik. Az analizátor elforgatásával ismét sötét látótér állítható elő. Ebből következik, hogy a kvarclemez a ráeső lineárisan poláros fény polarizációs síkját elforgatja.
Számos kristály mutat optikai aktivitást. Sok folyadék és gáz esetén is tapasztalható optikai aktivitás. Az összes anyag, mely folyadék vagy oldat formájában optikailag aktív, kisebb-nagyobb mértékben kristályos állapotában is rendelkezik ezzel a tulajdonsággal. Fordított megállapítás nem igaz.
Ha a polarizációs sík a fénynek a közepén történő áthaladása során az óramutató járásával egyező irányban fordul, akkor a közeget jobbra forgatónak hívják, ellenkező esetben balra forgatásról beszélünk. Az elforgatás mérésére szolgáló készülék neve: polariméter.

## Felhasználás
Az optikai aktivitás egyik elterjedt alkalmazásai a folyadékkristályos kijelzők (Liquid Crystal Display, LCD). Mérőműszerekben, TV képernyőknél, órákon, számítógépek kijelzőiként találkozhatunk velük. Aktív közegük a folyadékkristály, mely a folyadéknál rendezettebb, a kristályoknál rendezetlenebb fázisú halmazállapotot jelent.
Működésük azon alapul, hogy a folyadékkristályok, melyek a fény polarizációs síkját elforgatják, ezt a tulajdonságukat elektromos tér hatására elveszíthetik, így tetszőleges formákat lehet elektronikus vezérléssel megjeleníteni.